# Administració electoral d'Espanya

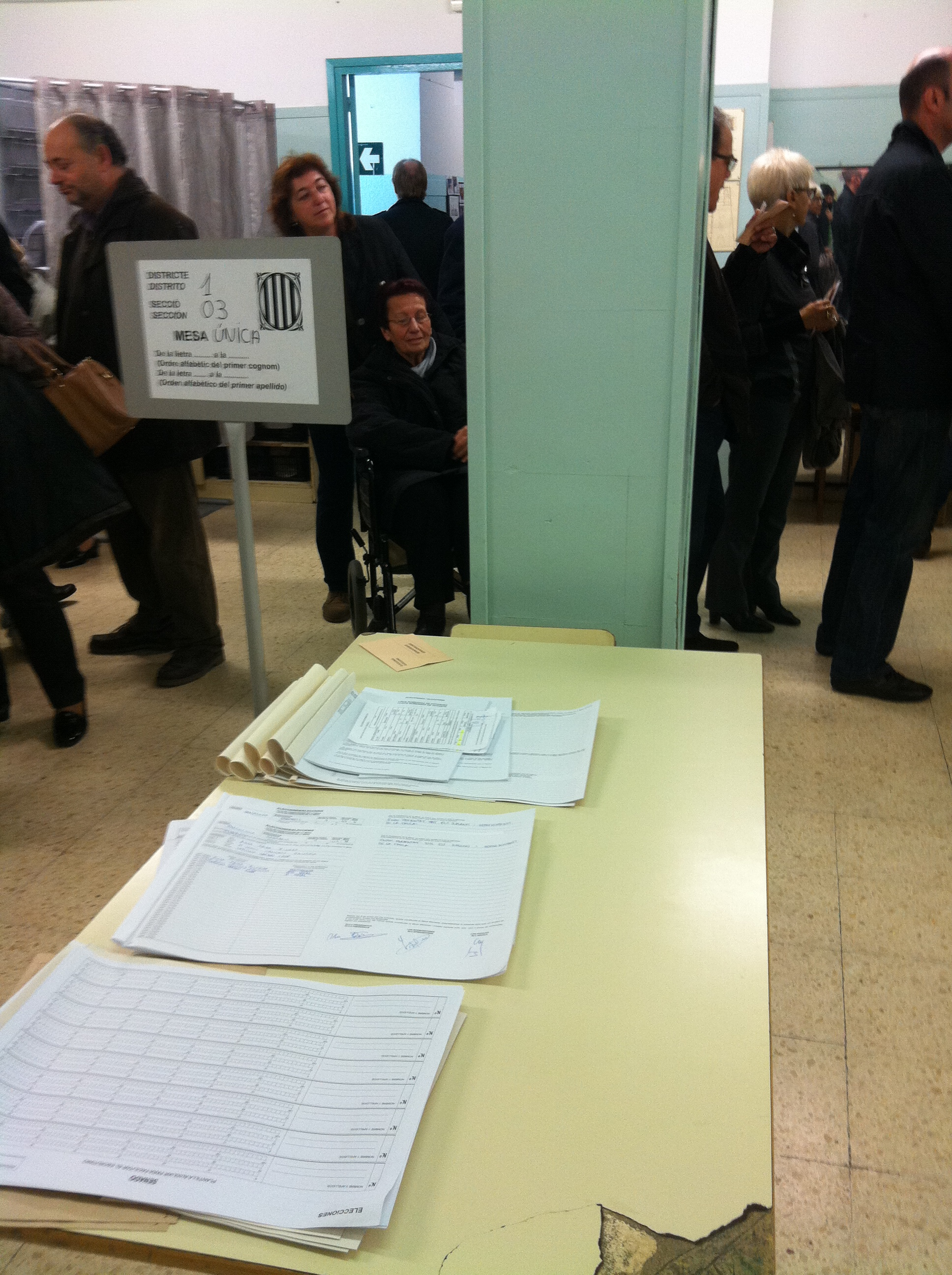
Les meses electorals són l'escalafó més baix de l'administració electoral.

L'Administració electoral d'Espanya és l'organisme que vetlla per la transparència i l'objectivitat dels processos electorals espanyols, i per garantir el principi d'igualtat. Està integrada per Juntes Electorals de distints nivells (la Central, les Provincials, les de Zona i les de Comunitat Autònoma) més les meses electorals.
A la cúspide es troba la Junta electoral central, òrgan permanent que té com a funció «garantir la transparència del procés electoral i supervisar l'actuació de l'Oficina del Cens Electoral».
De les funcions específiques que desenvolupa la Junta Electoral Central en unes eleccions, en destaquen les següents:
- Supervisa i aprova els models d'actes per a les meses electorals i les juntes electorals
- Supervisa i aprova el manual d'instruccions dels membres de les meses electorals
- Controla les dades i les informacions dels sondejos publicats
- Dirigeix i supervisa l'actuació de l'Oficina del Cens Electoral
- Resol amb caràcter vinculant les consultes de les juntes electorals provincials

És l'organisme davant el qual les formacions polítiques nomenen els representants generals, els representants de les candidatures i els administradors generals.
Les juntes electorals provincials (JEP) tenen la seu en les capitals de les circumscripcions electorals i estan integrades per 3 vocalies, magistrats i magistrades de l'Audiència Provincial corresponent, i 2 vocalies nomenades per la JEC entre catedràtics, catedràtiques, professors i professores de Dret o Ciències Polítiques i Sociologia o juristes de reconegut prestigi residents a la província.
Les juntes electorals de zona (JEZ) tenen la seu en els municipis cap dels partits judicials i estan integrats per 3 vocalies, jutges i jutgesses de primera instància o instrucció, i 2 vocalies a designació de la JEP, entre llicenciats i llicenciades en Dret o Ciències Polítiques i Sociologia, residents en el partit judicial.

## Juntes Electorals de Catalunya

Juntes Electorals de Zona de Catalunya (amb municipis)

## Juntes Electorals de Catalunya[5]

### Junta Electoral Provincial de Barcelona
| JEZ de Barcelona                 |
| JEZ d'Arenys de Mar              |
| JEZ de Berga                     |
| JEZ de Granollers                |
| JEZ de l'Hospitalet de Llobregat |
| JEZ d'Igualada                   |
| JEZ de Manresa                   |
| JEZ de Mataró                    |
| JEZ de Sabadell                  |
| JEZ de Sant Feliu de Llobregat   |
| JEZ de Terrassa                  |
| JEZ de Vic                       |
| JEZ de Vilafranca del Penedès    |
| JEZ de Vilanova i la Geltrú      |
| -------------------------------- |

Juntes Electorals de Zona de la Junta Electoral Provincial de Barcelona (amb municipis)

1. Junta Electoral de Zona de Barcelona: Badalona, Barcelona, Sant Adrià de Besòs i Santa Coloma de Gramenet.
2. Junta Electoral de Zona d'Arenys de Mar: Arenys de Mar, Arenys de Munt, Calella, Campins, Canet de Mar, Fogars de la Selva, Gualba, Malgrat de Mar, Palafolls, Pineda de Mar, Sant Cebrià de Vallalta, Sant Celoni, Sant Esteve de Palautordera, Sant Iscle de Vallalta, Sant Pol de Mar, Santa Maria de Palautordera, Santa Susanna, Tordera, Vallgorguina i Vilalba Sasserra.
3. Junta Electoral de Zona de Berga: Alpens, Avià, Bagà, Berga, Borredà, Capolat, Cardona, Casserres, Castell de l'Areny, Castellar de n'Hug, Castellar del Riu, Cercs, l'Espunyola, Fígols, Gironella, Gisclareny, Guardiola de Berguedà, Lluçà, Montclar, Montmajor, la Nou de Berguedà, Olvan, la Pobla de Lillet, Prats de Lluçanès, Puig-reig, la Quar, Sagàs, Saldes, Sant Jaume de Frontanyà, Sant Julià de Cerdanyola, Sant Martí d'Albars, Santa Maria de Merlès, Vallcebre, Vilada i Viver i Serrateix.
4. Junta Electoral de Zona de Granollers: Aiguafreda, l'Ametlla del Vallès, Bigues i Riells, Caldes de Montbui, Canovelles, Cànoves i Samalús, Cardedeu, Castellterçol, Figaró-Montmany, Fogars de Montclús, les Franqueses del Vallès, la Garriga, Granollers, la Llagosta, Lliçà d'Amunt, Lliçà de Vall, Llinars del Vallès, Martorelles, Mollet del Vallès, Montmeló, Montornès del Vallès, Montseny, Parets del Vallès, la Roca del Vallès, Sant Antoni de Vilamajor, Sant Feliu de Codines, Sant Fost de Campsentelles, Sant Pere de Vilamajor, Sant Quirze Safaja, Santa Eulàlia de Ronçana, Santa Maria de Martorelles, Tagamanent, Vallromanes i Vilanova del Vallès.
5. Junta Electoral de Zona de l'Hospitalet de Llobregat: Begues, Castelldefels, Cornellà de Llobregat, Gavà, l'Hospitalet de Llobregat, El Prat de Llobregat, Sant Boi de Llobregat, Sant Climent de Llobregat, Santa Coloma de Cervelló i Viladecans.
6. Junta Electoral de Zona d'Igualada: Argençola, Bellprat, el Bruc, Cabrera d'Anoia, Calaf, Calonge de Segarra, Capellades, Carme, Castellfollit de Riubregós, Castellolí, Collbató, Copons, els Hostalets de Pierola, Igualada, Jorba, la Llacuna, Masquefa, Montmaneu, Òdena, Orpí, Piera, la Pobla de Claramunt, els Prats de Rei, Pujalt, Rubió, Sant Martí de Tous, Sant Martí Sesgueioles, Sant Pere Sallavinera, Santa Margarida de Montbui, Santa Maria de Miralles, la Torre de Claramunt, Vallbona d'Anoia, Veciana i Vilanova del Camí.
7. Junta Electoral de Zona de Manresa: Aguilar de Segarra, Artés, Avinyó, Balsareny, Calders, Callús, Castellbell i el Vilar, Castellfollit del Boix, Castellgalí, Castellnou de Bages, l'Estany, Fonollosa, Gaià, Granera, Manresa, Marganell, Moià, Monistrol de Calders, Monistrol de Montserrat, Mura, Navarcles, Navàs, El Pont de Vilomara i Rocafort, Rajadell, Sallent, Sant Feliu Sasserra, Sant Fruitós de Bages, Sant Joan de Vilatorrada, Sant Mateu de Bages, Sant Salvador de Guardiola, Sant Vicenç de Castellet, Santa Maria d'Oló, Santpedor, Súria i Talamanca.
8. Junta Electoral de Zona de Mataró: Alella, Argentona, Cabrera de Mar, Cabrils, Caldes d'Estrac, Dosrius, el Masnou, Mataró, Montgat, Òrrius, Premià de Dalt, Premià de Mar, Sant Andreu de Llavaneres, Sant Vicenç de Montalt, Teià, Tiana, Vilassar de Dalt i Vilassar de Mar.
9. Junta Electoral de Zona de Sabadell: Badia del Vallès, Barberà del Vallès, Castellar del Vallès, Cerdanyola del Vallès, Montcada i Reixac, Palau-solità i Plegamans, Polinyà, Ripollet, Sabadell, Sant Quirze del Vallès, Santa Perpètua de Mogoda i Sentmenat.
10. Junta Electoral de Zona de Sant Feliu de Llobregat: Abrera, Castellví de Rosanes, Cervelló, Corbera de Llobregat, Esparreguera, Esplugues de Llobregat, Gelida, Martorell, Molins de Rei, Pallejà, la Palma de Cervelló, el Papiol, Sant Andreu de la Barca, Sant Esteve Sesrovires, Sant Feliu de Llobregat, Sant Joan Despí, Sant Just Desvern, Sant Llorenç d'Hortons, Sant Vicenç dels Horts, Torrelles de Llobregat i Vallirana.
11. Junta Electoral de Zona de Terrassa: Castellbisbal, Gallifa, Matadepera, Olesa de Montserrat, Rellinars, Rubí, Sant Cugat del Vallès, Sant Llorenç Savall, Terrassa, Ullastrell, Vacarisses i Viladecavalls.
12. Junta Electoral de Zona de Vic: Balenyà, el Brull, Calldetenes, Castellcir, Centelles, Collsuspina, Folgueroles, Gurb, Malla, Manlleu, les Masies de Roda, les Masies de Voltregà, Montesquiu, Muntanyola, Olost, Orís, Oristà, Perafita, Roda de Ter, Rupit i Pruit, Sant Agustí de Lluçanès, Sant Bartomeu del Grau, Sant Boi de Lluçanès, Sant Hipòlit de Voltregà, Sant Julià de Vilatorta, Sant Martí de Centelles, Sant Pere de Torelló, Sant Quirze de Besora, Sant Sadurní d'Osormort, Sant Vicenç de Torelló, Santa Cecília de Voltregà, Santa Eugènia de Berga, Santa Eulàlia de Riuprimer, Santa Maria de Besora, Santa Maria de Corcó, Seva, Sobremunt, Sora, Taradell, Tavèrnoles, Tavertet, Tona, Torelló, Vic i Vilanova de Sau.
13. Junta Electoral de Zona de Vilafranca del Penedès: Avinyonet del Penedès, les Cabanyes, Castellví de la Marca, Font-rubí, la Granada, Mediona, Olèrdola, Pacs del Penedès, el Pla del Penedès, Pontons, Puigdàlber, Sant Cugat Sesgarrigues, Sant Martí Sarroca, Sant Pere de Riudebitlles, Sant Quintí de Mediona, Sant Sadurní d'Anoia, Santa Fe del Penedès, Santa Margarida i els Monjos, Subirats, Torrelavit, Torrelles de Foix, Vilafranca del Penedès i Vilobí del Penedès.
14. Junta Electoral de Zona de Vilanova i la Geltrú: Canyelles, Castellet i la Gornal, Cubelles, Olesa de Bonesvalls, Olivella, Sant Pere de Ribes, Sitges i Vilanova i la Geltrú.

### Junta Electoral Provincial de Girona
| JEZ de Girona                  |
| JEZ de Figueres                |
| JEZ de la Bisbal d'Empordà     |
| JEZ d'Olot                     |
| JEZ de Puigcerdà               |
| JEZ de Santa Coloma de Farners |
| ------------------------------ |

Juntes Electorals de Zona de la Junta Electoral Provincial de Girona (amb municipis)

1. Junta Electoral de Zona de Girona: Aiguaviva, Albons, Amer, l'Armentera, Banyoles, Bàscara, Bellcaire d'Empordà, Bescanó, Bordils, Camós, Campllong, Canet d'Adri, Cassà de la Selva, Celrà, Cervià de Ter, Colomers, Cornellà del Terri, l'Escala, Esponellà, Flaçà, Fontcoberta, Fornells de la Selva, Garrigoles, Girona, Jafre, Juià, Llagostera, Llambilles, Madremanya, Palol de Revardit, Porqueres, Quart, Salt, Sant Gregori, Sant Joan de Mollet, Sant Jordi Desvalls, Sant Julià de Ramis, Sant Julià del Llor i Bonmatí, Sant Martí de Llémena, Sant Martí Vell, Sant Mori, Sarrià de Ter, Saus, Camallera i Llampaies, Serinyà, Ventalló, Verges, Vilablareix, Viladamat, Viladasens, Vilademuls, Vilaür i Vilopriu.
2. Junta Electoral de Zona de Figueres: Agullana, Albanyà, Avinyonet de Puigventós, Biure, Boadella d'Empordà, Borrassà, Cabanelles, Cabanes, Cadaqués, Cantallops, Capmany, Castelló d'Empúries, Cistella, Colera, Crespià, Darnius, Espolla, El Far d'Empordà, Figueres, Fortià, Garrigàs, Garriguella, la Jonquera, Lladó, Llançà, Llers, Maçanet de Cabrenys, Masarac, Mollet de Peralada, Navata, Ordis, Palau de Santa Eulàlia, Palau-saverdera, Pau, Pedret i Marzà, Peralada, Pont de Molins, Pontós, El Port de la Selva, Portbou, Rabós, Riumors, Roses, Sant Climent Sescebes, Sant Llorenç de la Muga, Sant Miquel de Fluvià, Sant Pere Pescador, Santa Llogaia d'Àlguema, la Selva de Mar, Siurana, Terrades, Torroella de Fluvià, la Vajol, Vilabertran, Vilafant, Vilajuïga, Vilamacolum, Vilamalla, Vilamaniscle, Vilanant i Vila-sacra.
3. Junta Electoral de Zona de la Bisbal d'Empordà: Begur, la Bisbal d'Empordà, Calonge, Castell-Platja d'Aro, Corçà, Cruïlles, Monells i Sant Sadurní de l'Heura, Foixà, Fontanilles, Forallac, Gualta, Mont-ras, Palafrugell, Palamós, Palau-sator, Pals, Parlavà, la Pera, Regencós, Rupià, Sant Feliu de Guíxols, Santa Cristina d'Aro, Serra de Daró, la Tallada d'Empordà, Torrent, Torroella de Montgrí, Ullà, Ullastret, Ultramort i Vall-llobrega.
4. Junta Electoral de Zona d'Olot: Argelaguer, Besalú, Beuda, Castellfollit de la Roca, Maià de Montcal, Mieres, Montagut, Olot, les Planes d'Hostoles, les Preses, Riudaura, Sales de Llierca, Sant Aniol de Finestres, Sant Feliu de Pallerols, Sant Ferriol, Sant Jaume de Llierca, Sant Joan les Fonts, Sant Miquel de Campmajor, Santa Pau, Tortellà, la Vall de Bianya i la Vall d'en Bas.
5. Junta Electoral de Zona de Puigcerdà: Alp, Bolvir, Campdevànol, Campelles, Camprodon, Das, Fontanals de Cerdanya, Ger, Gombrèn, Guils de Cerdanya, Isòvol, Llanars, Llívia, les Llosses, Meranges, Molló, Ogassa, Pardines, Planoles, Puigcerdà, Queralbs, Ribes de Freser, Ripoll, Sant Joan de les Abadesses, Sant Pau de Segúries, Setcases, Toses, Urús, Vallfogona de Ripollès, Vidrà i Vilallonga de Ter.
6. Junta Electoral de Zona de Santa Coloma de Farners: Anglès, Arbúcies, Blanes, Breda, Brunyola i Sant Martí Sapresa, Caldes de Malavella, la Cellera de Ter, Espinelves, Hostalric, Lloret de Mar, Maçanet de la Selva, Massanes, Osor, Riells i Viabrea, Riudarenes, Riudellots de la Selva, Sant Andreu Salou, Sant Feliu de Buixalleu, Sant Hilari Sacalm, Santa Coloma de Farners, Sils, Susqueda, Tossa de Mar, Vidreres, Viladrau i Vilobí d'Onyar.

### Junta Electoral Provincial de Lleida
| JEZ de Lleida           |
| JEZ de Balaguer         |
| JEZ de Cervera          |
| JEZ de la Seu d'Urgell  |
| JEZ de Tremp            |
| JEZ de Vielha e Mijaran |
| ----------------------- |

Juntes Electorals de Zona de la Junta Electoral Provincial de Lleida (amb municipis)

1. Junta Electoral de Zona de Lleida: Aitona, els Alamús, l'Albagés, Albatàrrec, l'Albi, Alcanó, Alcarràs, Alcoletge, Alfés, Almacelles, Almatret, Alpicat, Arbeca, Artesa de Lleida, Aspa, Belianes, Bellaguarda, Bell-lloc d'Urgell, Benavent de Segrià, les Borges Blanques, Bovera, Castelldans, Castellnou de Seana, Cervià de les Garrigues, el Cogul, Corbins, l'Espluga Calba, Fondarella, la Floresta, Fulleda, Gimenells i el Pla de la Font, Golmés, la Granadella, Granyena de les Garrigues, la Granja d'Escarp, Juncosa, Juneda, Llardecans, Lleida, Maials, Massalcoreig, Miralcamp, Mollerussa, Montoliu de Lleida, els Omellons, el Palau d'Anglesola, la Pobla de Cérvoles, Puiggròs, Puigverd de Lleida, Rosselló, Sarroca de Lleida, Seròs, Sidamon, el Soleràs, Soses, Sudanell, Sunyer, Tarrés, els Torms, Torrebesses, Torrefarrera, Torregrossa, Torres de Segre, Torre-serona, Vilanova de la Barca, Vila-sana, el Vilosell i Vinaixa.
2. Junta Electoral de Zona de Balaguer: Àger, Agramunt, Albesa, Alfarràs, Algerri, Alguaire, Almenar, Alòs de Balaguer, Artesa de Segre, les Avellanes i Santa Linya, Balaguer, Barbens, la Baronia de Rialb, Bellcaire d'Urgell, Bellmunt d'Urgell, Bellvís, Cabanabona, Camarasa, Castelló de Farfanya, Castellserà, Cubells, Foradada, la Fuliola, Ivars de Noguera, Ivars d'Urgell, Linyola, Menàrguens, Montgai, Oliola, Os de Balaguer, Penelles, El Poal, Ponts, la Portella, Preixens, Puigverd d'Agramunt, la Sentiu de Sió, Térmens, Tiurana, Tornabous, Torrelameu, Vallfogona de Balaguer, Vilanova de l'Aguda, Vilanova de Meià i Vilanova de Segrià.
3. Junta Electoral de Zona de Cervera: Anglesola, Bellpuig, Biosca, Cervera, Ciutadilla, Estaràs, Granyanella, Granyena de Segarra, Guimerà, Guissona, Ivorra, Maldà, Massoteres, la Molsosa, Montoliu de Segarra, Montornès de Segarra, Nalec, les Oluges, els Omellons, els Omells de na Gaia, Ossó de Sió, els Plans de Sió, Preixana, Ribera d'Ondara, Sanaüja, Sant Guim de Freixenet, Sant Guim de la Plana, Sant Martí de Riucorb, Sant Ramon, Talavera, Tàrrega, Tarroja de Segarra, Torà, Torrefeta i Florejacs, Vallbona de les Monges, Verdú, Vilagrassa i Vilanova de Bellpuig.
4. Junta Electoral de Zona de la Seu d'Urgell: Alàs i Cerc, Arsèguel, Bassella, Bellver de Cerdanya, Cabó, Castellar de la Ribera, Cava, Clariana de Cardener, Coll de Nargó, Estamariu, Fígols i Alinyà, Gósol, Guixers, Josa i Tuixén, la Coma i la Pedra, la Seu d'Urgell, la Vansa i Fórnols, les Valls d'Aguilar, les Valls de Valira, Lladurs, Lles de Cerdanya, Llobera, Montellà i Martinet, Montferrer i Castellbò, Navès, Odèn, Oliana, Olius, Organyà, Peramola, Pinell de Solsonès, Pinós, el Pont de Bar, Prats i Sansor, Prullans, Ribera d'Urgellet, Riner, Riu de Cerdanya, Sant Llorenç de Morunys i Solsona.
5. Junta Electoral de Zona de Tremp: Abella de la Conca, Alins, Alt Àneu, Baix Pallars, Castell de Mur, Conca de Dalt, Espot, Esterri d'Àneu, Esterri de Cardós, Farrera, Gavet de la Conca, la Guingueta d'Àneu, Isona i Conca Dellà, Lladorre, Llavorsí, Llimiana, la Pobla de Segur, el Pont de Suert, Rialp, Salàs de Pallars, Sant Esteve de la Sarga, Sarroca de Bellera, Senterada, Soriguera, Sort, Talarn, Tírvia, la Torre de Cabdella, Tremp, la Vall de Boí, Vall de Cardós i Vilaller.
6. Junta Electoral de Zona de Vielha e Mijaran: Arres, Bausen, es Bòrdes, Bossòst, Canejan, Les, Naut Aran, Vielha e Mijaran i Vilamòs.

### Junta Electoral Provincial de Tarragona
| JEZ de Tarragona |
| JEZ de Reus      |
| JEZ de Tortosa   |
| JEZ de Valls     |
| JEZ del Vendrell |
| ---------------- |

Juntes Electorals de Zona de la Junta Electoral Provincial de Tarragona (amb municipis)

1. Junta Electoral de Zona de Tarragona: el Catllar, Constantí, el Morell, els Pallaresos, Perafort, la Pobla de Mafumet, Renau, el Rourell, Salou, la Secuita, Tarragona i Vila-seca.
2. Junta Electoral de Zona de Reus: l'Aleixar, Alforja, Almoster, Arbolí, l'Argentera, Ascó, Bellmunt del Priorat, Benissanet, la Bisbal de Falset, les Borges del Camp, Botarell, Cabacés, Cambrils, Capçanes, Castellvell del Camp, Colldejou, Cornudella de Montsant, Duesaigües, Falset, la Figuera, Flix, Garcia, Gratallops, els Guiamets, el Lloar, Marçà, Margalef, Maspujols, el Masroig, Miravet, el Molar, Montbrió del Camp, Mont-roig del Camp, Móra d'Ebre, Móra la Nova, la Morera de Montsant, la Palma d'Ebre, Poboleda, Porrera, Pradell de la Teixeta, Pratdip, Reus, Riba-roja d'Ebre, Riudecanyes, Riudecols, Riudoms, la Selva del Camp, Tivissa, la Torre de l'Espanyol, la Torre de Fontaubella, Torroja del Priorat, Ulldemolins, Vandellòs i l'Hospitalet de l'Infant, Vilanova d'Escornalbou, Vilanova de Prades, Vilaplana, la Vilella Alta, la Vilella Baixa, Vinebre i Vinyols i els Arcs.
3. Junta Electoral de Zona de Tortosa: Alcanar, l'Aldea, Aldover, Alfara de Carles, l'Ametlla de Mar, l'Ampolla, Amposta, Arnes, Batea, Benifallet, Bot, Camarles, Caseres, Corbera d'Ebre, Deltebre, la Fatarella, Freginals, la Galera, Gandesa, Ginestar, Godall, Horta de Sant Joan, Mas de Barberans, Masdenverge, Paüls, el Perelló, el Pinell de Brai, la Pobla de Massaluca, Prat de Comte, Rasquera, Roquetes, Sant Carles de la Ràpita, Sant Jaume d'Enveja, Santa Bàrbara, la Sénia, Tivenys, Tortosa, Ulldecona, Vilalba dels Arcs i Xerta.
4. Junta Electoral de Zona de Valls: l'Albiol, Alcover, Alió, Barberà de la Conca, Blancafort, Bràfim, Cabra del Camp, Capafonts, Conesa, l'Espluga de Francolí, la Febró, Figuerola del Camp, Forès, els Garidells, Llorac, la Masó, el Milà, Montblanc, Mont-ral, Nulles, Passanant i Belltall, les Piles, Pira, el Pla de Santa Maria, el Pont d'Armentera, Pontils, Prades, Puigpelat, Querol, la Riba, Rocafort de Queralt, Rodonyà, Santa Coloma de Queralt, Sarral, Savallà del Comtat, Senan, Solivella, Vallclara, Vallfogona de Riucorb, Vallmoll, Valls, Vilabella, Vilallonga del Camp, Vila-rodona, Vilaverd i Vimbodí i Poblet.
5. Junta Electoral de Zona del Vendrell: Aiguamúrcia, Albinyana, Altafulla, l'Arboç, Banyeres del Penedès, Bellvei, la Bisbal del Penedès, Bonastre, Calafell, Creixell, Cunit, Llorenç del Penedès, Masllorenç, Montferri, el Montmell, la Nou de Gaià, la Pobla de Montornès, la Riera de Gaià, Roda de Barà, Salomó, Sant Jaume dels Domenys, Santa Oliva, Torredembarra, el Vendrell i Vespella de Gaià.

## Juntes Electorals del País Valencià

Juntes Electorals de Zona del País Valencià (amb municipis)

## Juntes Electorals del País Valencià[6]

### Junta Electoral Provincial d'Alacant
| JEZ d'Alacant         |
| JEZ d'Alcoi           |
| JEZ de Dénia          |
| JEZ d'Elda            |
| JEZ d'Elx             |
| JEZ d'Oriola          |
| JEZ de la Vila Joiosa |
| JEZ de Villena        |
| --------------------- |

Juntes Electorals de Zona de la Junta Electoral Provincial d'Alacant (amb municipis)

1. Junta electoral de Zona d'Alacant: Aigües, Alacant, Busot, el Campello, Mutxamel, Sant Joan d'Alacant, Sant Vicent del Raspeig, Tibi, la Torre de les Maçanes i Xixona.
2. Junta Electoral de Zona d'Alcoi: Agres, Alcosser de Planes, Alcoi, Alcoleja, Alfafara, Almudaina, l'Alqueria d'Asnar, Balones, Banyeres de Mariola, Benasau, Beniarrés, Benifallim, Benilloba, Benillup, Benimarfull, Benimassot, Cocentaina, Confrides, Fageca, Famorca, Gaianes, Gorga, Ibi, Millena, Muro d'Alcoi, l'Orxa, Penàguila, Planes, Quatretondeta i Tollos.
3. Junta Electoral de Zona de Dénia: l'Atzúbia, Alcalalí, Beniarbeig, Benidoleig, Benigembla, Benimeli, Benissa, Calp, Castell de Castells, Dénia, Gata de Gorgos, Llíber, Murla, Ondara, Orba, Parcent, Pedreguer, Pego, el Poble Nou de Benitatxell, els Poblets, el Ràfol d'Almúnia, Sagra, Sanet i els Negrals, Senija, Teulada, Tormos, la Vall d'Alcalà, Vall de Gallinera, la Vall de Laguar, la Vall d'Ebo, el Verger, Xàbia i Xaló.
4. Junta Electoral de Zona d'Elda: Agost, l'Alguenya, Asp, Elda, el Fondó de les Neus, el Fondó dels Frares, Montfort, Monòver, Novelda, Petrer, el Pinós, la Romana, i Salines.
5. Junta Electoral de Zona d'Elx: Albatera, Catral, Crevillent, Dolores, Elx, Guardamar del Segura, Rojals, Sant Fulgenci, Sant Isidre i Santa Pola.
6. Junta Electoral de Zona d'Oriola: Algorfa, Almoradí, Benejússer, Benferri, Benijòfar, Bigastre, Callosa de Segura, Coix, Daia Nova, Daia Vella, Formentera del Segura, la Granja de Rocamora, los Montesinos, Oriola, el Pilar de la Foradada, Rafal, Redovà, Sant Miquel de Salines, Torrevella i Xacarella.
7. Junta Electoral de Zona de la Vila Joiosa: l'Alfàs del Pi, Altea, Beniardà, Benidorm, Benifato, Benimantell, Bolulla, Callosa d'en Sarrià, el Castell de Guadalest, Finestrat, la Nucia, Orxeta, Polop, Relleu, Sella, Tàrbena i la Vila Joiosa.
8. Junta Electoral de Zona de Villena: Beneixama, Biar, el Camp de Mirra, la Canyada, Castalla, Onil, Saix i Villena.

### Junta Electoral Provincial de Castelló
| JEZ de Castelló |
| JEZ de Sogorb   |
| JEZ de Vinaròs  |
| --------------- |

Juntes Electorals de Zona de la Junta Electoral Provincial de Castelló (amb municipis)

1. Junta Electoral de Zona de Castelló de la Plana: Albocàsser, l'Alcora, Almassora, Almenara, les Alqueries, Argeleta, Atzeneta del Maestrat, Aiòder, Benafigos, Benassal, Benicàssim, Benlloc, Betxí, Borriana, Borriol, Cabanes, Castelló de la Plana, el Castell de Vilamalefa, Catí, Cortes d'Arenós, Costur, les Coves de Vinromà, Culla, Espadella, Fanzara, Figueroles, les Fonts d'Aiòder, la Llosa, Llucena, Lludient, Moncofa, Nules, Onda, Orpesa, la Pobla Tornesa, Ribesalbes, Sant Joan de Moró, la Serratella, la Serra d'en Galceran, Sucaina, Suera, Tales, Tírig, Toga, la Torre d'En Besora, la Torre d'en Doménec, Torreblanca, Torre-xiva, les Useres, la Vall d'Alba, la Vall d'Uixó, Vallat, Vilafamés, Vilanova d'Alcolea, Vilar de Canes, Vila-real, la Vilavella, Vilafermosa, Vistabella del Maestrat, Xilxes i Xodos.
2. Junta Electoral de Zona de Sogorb: Aín, l'Alcúdia de Veo, Alfondeguilla, Algímia d'Almonesir, Almedíxer, Altura, Aranyel, Artana, Assuévar, Barraques, Begís, Benafer, Castellnou, Caudiel, Cirat, Eslida, la Font de la Reina, Gaibiel, Geldo, Figueres, Matet, Montant, Montanejos, Navaixes, Pavies, Pina, la Pobla d'Arenós, Sacanyet, Sogorb, Soneixa, Sot de Ferrer, Teresa, Toràs, el Toro, Torralba, la Vall d'Almonesir, Vilamalur, Vilanova de la Reina, Viver, Xèrica i Xóvar.
3. Junta Electoral de Zona de Vinaròs: Alcalà de Xivert, Ares del Maestrat, Benicarló, Càlig, Canet lo Roig, Castell de Cabres, Castellfort, Cervera del Maestrat, Cinctorres, Forcall, Herbers, la Jana, la Mata, Morella, Olocau del Rei, Palanques, Peníscola, la Pobla de Benifassà, Portell de Morella, Rossell, la Salzadella, Sant Rafel del Riu, Sant Jordi, Sant Mateu, Santa Magdalena de Polpís, Sorita, la Todolella, Traiguera, Vallibona, Vilafranca, Villores, Vinaròs i Xert.

### Junta Electoral Provincial de València
| JEZ d'Alzira    |
| JEZ de Gandia   |
| JEZ de Llíria   |
| JEZ d'Ontinyent |
| JEZ de Requena  |
| JEZ de Sagunt   |
| JEZ de Sueca    |
| JEZ de València |
| JEZ de Xàtiva   |
| --------------- |

Juntes Electorals de Zona de la Junta Electoral Provincial de València (amb municipis)

1. Junta Electoral de Zona d'Alzira: l'Alcúdia, Algemesí, Alginet, Alzira, Benicull de Xúquer, Benifaió, Benifairó de la Valldigna, Benimodo, Benimuslem, Carcaixent, Corbera, Favara, Fortaleny, Guadassuar, Llaurí, Massalavés, la Pobla Llarga, Polinyà de Xúquer, Riola, Sant Joanet, Senyera, Simat de la Valldigna i Vilanova de Castelló.
2. Junta Electoral de Zona de Gandia: Ador, Aielo de Rugat, Alfauir, Almiserà, Almoines, l'Alqueria de la Comtessa, Barx, Bellreguard, Beniarjó, Benicolet, Beniflà, Benirredrà, Castelló de Rugat, Castellonet de la Conquesta, Daimús, la Font d'En Carròs, Gandia, Guardamar de la Safor, Llocnou de Sant Jeroni, Llutxent, Miramar, Montitxelvo, Oliva, Palma de Gandia, Palmera, Piles, Pinet, Potries, Rafelcofer, el Ràfol de Salem, el Real de Gandia, Ròtova, Rugat, Salem, Terrateig, Vilallonga, Xeraco i Xeresa.
3. Junta Electoral de Zona de Llíria: Ademús, les Alcubles, Alpont, Andilla, Aras de los Olmos, Benaixeve, Benaguasil, Benissanó, Bétera, Bugarra, Calles, Cases Altes, Cases Baixes, Casinos, Castielfabib, Domenyo, l'Eliana, Figueroles de Domenyo, Gàtova, la Iessa, Llíria, Loriguilla, la Llosa del Bisbe, Marines, Olocau, Pedralba, la Pobla de Vallbona, la Pobla de Sant Miquel, Riba-roja de Túria, Sot de Xera, Titaigües, Toixa, Torre Baixa, Vallanca, Vilamarxant, el Villar, Xelva, Xestalgar i Xulilla.
4. Junta Electoral de Zona d'Ontinyent: Agullent, Aielo de Malferit, Albaida, Atzeneta d'Albaida, Bèlgida, Beniatjar, Benissoda, Bocairent, Bufali, Carrícola, la Font de la Figuera, Fontanars dels Alforins, Montaverner, l'Olleria, Ontinyent, Otos i el Palomar.
5. Junta Electoral de Zona de Requena: Alboraig, Aiora, Bunyol, Camporrobles, Caudete de las Fuentes, Cofrents, Cortes de Pallars, Dosaigües, Fuenterrobles, Godelleta, Iàtova, Macastre, Millars, Requena, Setaigües, Sinarques, Teresa de Cofrents, Torís, Utiel, Venta del Moro, Villargordo del Cabriel, Xalans, Xarafull, Xera, Xest, Xiva, Zarra.
6. Junta Electoral de Zona de Sagunt: Albalat dels Tarongers, Alfara de la Baronia, Algar de Palància, Algímia d'Alfara, Benavites, Benifairó de les Valls, Canet d'En Berenguer, Emperador, Estivella, Faura, Gilet, Massalfassar, Massamagrell, Museros, Nàquera, Petrés, la Pobla de Farnals, Puçol, el Puig de Santa Maria, Quart de les Valls, Quartell, Rafelbunyol, Sagunt, Segart, Serra i Torres Torres.
7. Junta Electoral de Zona de Sueca: Albalat de la Ribera, Almussafes, Cullera, Sollana, Sueca i Tavernes de la Valldigna.
8. Junta Electoral de Zona de València: Alaquàs, Albal, Albalat dels Sorells, Alboraia, Albuixec, Alcàsser, Aldaia, Alfafar, Alfara del Patriarca, Alfarb, Almàssera, Benetússer, Beniparrell, Bonrepòs i Mirambell, Burjassot, Carlet, Catadau, Catarroja, Foios, Godella, Llocnou de la Corona, Llombai, Manises, Massanassa, Meliana, Mislata, Montcada, Montroi, Montserrat, Paiporta, Paterna, Picanya, Picassent, Quart de Poblet, Real, Rocafort, Sant Antoni de Benaixeve, Sedaví, Silla, Tavernes Blanques, Torrent, València, Vinalesa i Xirivella.
9. Junta Electoral de Zona de Xàtiva: Alberic, Alcàntera de Xúquer, l'Alcúdia de Crespins, Alfarrasí, Anna, Antella, Barxeta, Bellús, Beneixida, Benigànim, Benissuera, Bicorb, Bolbait, Canals, Càrcer, Cerdà, Cotes, Énguera, l'Énova, Estubeny, Gavarda, el Genovés, la Granja de la Costera, Guadasséquies, Llanera de Ranes, Llocnou d'En Fenollet, la Llosa de Ranes, Manuel, Moixent, Montesa, Navarrés, Novetlè, la Pobla del Duc, Quatretonda, Quesa, Rafelguaraf, Rotglà i Corberà, Sellent, Sempere, Sumacàrcer, Torrella, Tous, Vallada, Vallés, Xàtiva i Xella.